# Extended-spectrum bèta-lactamase
Extended-spectrum bèta-lactamase, doorgaans aangeduid met de afkorting ESBL, is een verzamelnaam voor een groep enzymen die door bacteriën gemaakt wordt (de ESBL-vormende bacteriën). Deze enzymen zijn in staat de antibioticagroepen cefalosporine en penicilline (de β-lactamantibiotica) te hydrolyseren, waardoor deze onwerkzaam worden. Als een patiënt een ESBL-vormende bacterie in de bloedbaan krijgt, zijn de mogelijkheden om infecties antibiotisch te bestrijden beperkt. In een deel van de gevallen zijn zelfs alle antibiotica onwerkzaam.